# Sindrome della testa che esplode
La sindrome della testa che esplode è un disturbo del sonno il cui sintomo principale è la percezione di forti rumori immaginari o una sensazione esplosiva prima di addormentarsi o al risveglio.
In aggiunta al rumore, che spesso viene riferito come un colpo di pistola o una bomba che esplode o un suono metallico, alcune persone dichiarano di vedere flash luminosi, spesso accompagnati da una sensazione di paura. È considerata una parasonnia secondo la classificazione internazionale dei disturbi del sonno del 2005, ed è un tipo insolito di allucinazioni uditive, dal momento che si verifica in persone non completamente sveglie.
Sia le cause che il meccanismo della sindrome della testa che esplode restano sconosciuti. La quantità di studi condotti non è stata sufficiente a chiarire la predominanza, né i fattori di rischio della sindrome, ma la maggior parte dei pazienti aveva più di cinquant'anni ed erano in prevalenza donne.
Non sono ancora stati condotti test clinici per determinare quali siano i trattamenti più sicuri ed efficaci; alcuni casi documentati riportano che un ridotto numero di pazienti (da due a dodici a seconda dello studio) è stato trattato con clomipramina, flunarizina, nifedipina, topiramato, carbamazepina, Ritalin e/o semplicemente con informazioni e rassicurazioni.
I primi casi documentati risalgono al 1876 quando Silas Weir Mitchell descrisse una "scarica sensoriale" in un paziente. Il nome "sindrome della testa che esplode" fu coniato nel 1920 dal medico e psichiatra gallese Robert Armstrong-Jones. Una descrizione dettagliata della sindrome fu stilata nel 1989 dal neurologo John M. S. Pearce.